# جاك فروست (عازف قيثارة)
جاك فروست (بالإنجليزية: Jack Frost)‏ هو عازف قيثارة أمريكي، ولد في 4 يوليو 1968 في جيرسي سيتي في الولايات المتحدة.

## وصلات خارجية
- الموقع الرسمي
- جاك فروست على موقع ميوزك برينز (الإنجليزية)
- جاك فروست على موقع ديسكوغز (الإنجليزية)